# Eufor
Eufor (engelska: European Union Force) är den term som används för att beskriva Europeiska unionens militära styrkor.
Styrkans karaktär är att den endast är en temporärt sammansatt styrka för specifika uppgifter. Och den ska inte blandas ihop med Eurocorps eller Helsinki Headline Goal Force.
Eufor har fram till och med 2008 använts vid fyra tillfällen.
- 2003 i Makedonien som Eufor Concordia.
- 2004 i Bosnien och Hercegovina som Eufor Althea.
- 2006 i Demokratiska republiken Kongo som Eufor DR Congo
- 2007 i Tchad och Centralafrikanska republiken som Eufor Chad/CAR

| Europeiska flaggan | EU-portalen – temasidan för Europeiska unionen på svenskspråkiga Wikipedia. |